# 室女座61b
室女座61b（61 Virginis b，61 Vir b）是一顆環繞視星等五等黃矮星室女座61的太陽系外行星。 

## 概要
室女座61b的質量下限是地球質量的5.1倍，因此是典型的超級地球。它和母恆星的距離只有0.050201天文單位，軌道離心率0.12。室女座61b於2009年12月14日由凱克天文台和英澳天文台以徑向速度法發現。

## 外部連結
- Jean Schneider. . Extrasolar Planets Encyclopaedia. 2011  [10 October 2011]. （原始内容存档于2012-06-02）.